# Courtland C. Gillen
Courtland Craig Gillen (* 3. Juli 1880 in Roachdale, Putnam County, Indiana; † 1. September 1954 in Greencastle, Indiana) war ein US-amerikanischer Politiker. Zwischen 1931 und 1933 vertrat er den Bundesstaat Indiana im US-Repräsentantenhaus.

## Werdegang
Courtland Gillen besuchte die öffentlichen Schulen seiner Heimat und danach bis 1897 die Fincastle High School. Zwischen 1897 und 1904 unterrichtete er selbst als Lehrer. Gleichzeitig setzte er zwischen 1901 und 1903 seine eigene Ausbildung mit einem Studium an der DePauw University fort. Nach einem Jurastudium und seiner im Jahr 1904 erfolgten Zulassung als Rechtsanwalt begann er in Greencastle in diesem Beruf zu arbeiten. Zwischen 1909 und 1914 war Gillen als Bezirksstaatsanwalt tätig. In den Jahren 1917 und 1918 fungierte er als Staatsanwalt im 64. Gerichtsbezirk von Indiana.
Politisch war Gillen Mitglied der Demokratischen Partei. Im Jahr 1924 war er Delegierter auf deren regionalem Parteitag in Indiana. Bei den Kongresswahlen des Jahres 1930 wurde er im fünften Wahlbezirk seines Staates in das US-Repräsentantenhaus in Washington, D.C. gewählt, wo er am 4. März 1931 die Nachfolge von Noble J. Johnson antrat. Da er im Jahr 1932 von seiner Partei nicht zur Wiederwahl nominiert wurde, konnte er bis zum 3. März 1933 nur eine Legislaturperiode im Kongress absolvieren. Diese war von den Ereignissen der Weltwirtschaftskrise geprägt.
Zwischen 1935 und 1939 war Courtland Gillen Richter im 64. Gerichtsbezirk seines Staates. Danach praktizierte er als privater Rechtsanwalt. Er starb am 1. September 1954 in Greencastle.